# Sant'Agata li Battiati
Sant'Agata li Battiati är en ort och kommun i storstadsregionen Catania, innan 2015 provinsen Catania, i regionen Sicilien i sydvästra Italien. Kommunen hade 9 518 invånare (2017).